# Fibrats vertical i horitzontal

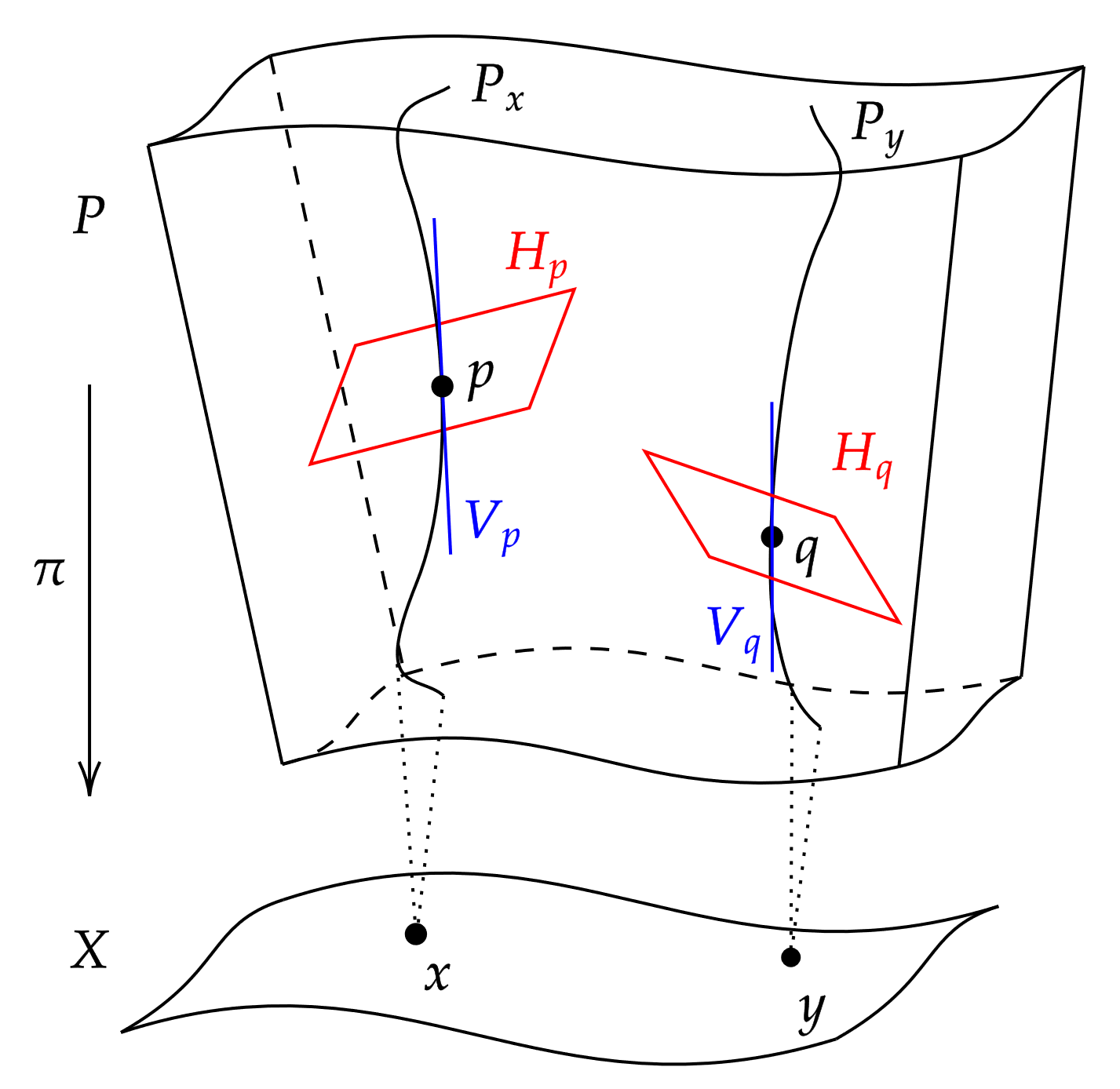
Aquí, es té un fibrat sobre un espai base. Cada punt correspon a una fibra de punts. En cada punt en la fibra, la fibra vertical és única. És l'espai tangent a una fibra. La fibra horitzontal és no-única. Simplement ha de ser transversal a la fibra vertical.

En matemàtiques, el fibrat vertical i el fibrat horitzontal són fibrats vectorials associats a un fibrat. Més precisament, donat un fibrat {\displaystyle \pi \colon E\to B}, el fibrat vertical {\displaystyle VE} i el fibrat horitzontal {\displaystyle HE} són subfibrats del fibrat tangent {\displaystyle TE} de {\displaystyle E} la suma de Whitney dels quals satisfà {\displaystyle VE\oplus HE\cong TE}. Això significa que, en cada punt {\displaystyle e\in E}, les fibres {\displaystyle V_{e}E} i {\displaystyle H_{e}E} formen subespais complementaris de l'espai tangent {\displaystyle T_{e}E}. El fibrat vertical està format per tots els vectors que són tangents a les fibres, mentre que el fibrat horitzontal requereix d'una certa elecció de subfibrat complementari.
Més precisament, defineixi's l'espai vertical {\displaystyle V_{e}E} a {\displaystyle e\in E} com {\displaystyle \ker(d\pi _{e})}. És a dir, el diferencial {\displaystyle d\pi _{e}\colon T_{e}E\to T_{b}B} (on {\displaystyle b=\pi (e)}) és una surjecció lineal el kernel de la qual té la mateixa dimensió que les fibres de {\displaystyle \pi }. Si s'escriu {\displaystyle F=\pi ^{-1}(b)}, llavors {\displaystyle V_{e}E} està format exactament pels vectors en {\displaystyle T_{e}E} que també són tangents a {\displaystyle F}. El nom és motivat per exemples de dimensions baixes com el fibrat lineal trivial d'un cercle, que de vegades és mostrat com un cilindre vertical projectat a un cercle horitzontal. Un subespai {\displaystyle H_{e}E} de {\displaystyle T_{e}E} rep el nom d'espai horitzontal si {\displaystyle T_{e}E} és la suma directa de {\displaystyle V_{e}E} i {\displaystyle H_{e}E}.
La unió disjunta dels espais verticals VeE per tot e en E és el subfibrat VE de TE; és el fibrat vertical de E. Similarment, en el cas que els espais horitzontals {\displaystyle H_{e}E} canviïn suaument amb e, la seva unió disjunta és un fibrat horitzontal. L'ús de les paraules "el" i "un" aquí és intencional: cada subespai vertical és únic, definit explícitament per {\displaystyle \ker(d\pi _{e})}. Deixant de banda els casos trivials, hi ha un nombre infinit de subespais horitzontals en cada punt. També noti's que eleccions arbitràries d'espais horitzontals en cada punt no formaran, en general, un fibrat vectorial suau; també han de variar d'una manera degudament suau.
El fibrat horitzontal és una manera de formular la noció d'una connexió d'Ehresmann en un fibrat. Per tant, per exemple, si E és un fibrat-G principal, llavors normalment cal que el fibrat horitzontal sigui G-invariant: tal elecció és equivalent a un connexió al fibrat principal. Això ocorre notablement quan E és el fibrat de marc associat a alguns fibrats vectorials, que és un fibrat {\displaystyle \operatorname {GL} _{n}} principal.

## Definició formal
Sigui π:E→B un fibrat sobre una varietat diferenciable B. El fibrat vertical és el kernel VE := ker(dπ) del mapa tangent de π : TE → TB.
Com que dπe és surjectiu en cada punt e, dona lloc a un subfibrat regular de TE. A més, el fibrat vertical VE és també integrable.
Una connexió d'Ehresmann en E és una elecció d'un subfibrat complementari HE a VE en TE, anomenat el fibrat horitzontal de la connexió. En cada punt e en E, els dos subespais formen una suma directa, tal que 
TeE = VeE ⊕ HeE.

## Exemple

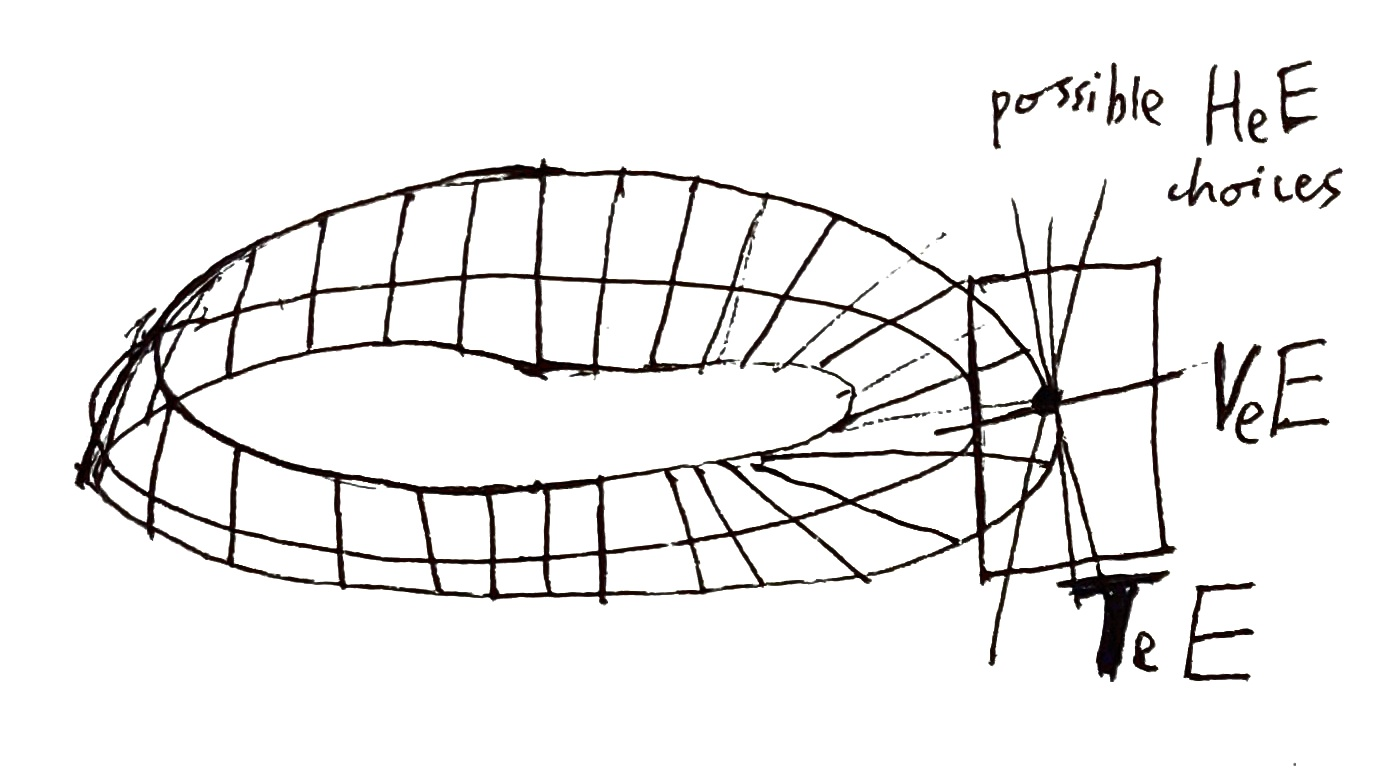
Subespais vertical i horitzontal de la cinta de Möbius.

La cinta de Möbius és un fibrat lineal sobre el cercle, i el cercle es pot entendre com l'anell del mig d'una cinta. En cada punt {\displaystyle e} de la cinta, el mapa projectiu el projecta cap a l'anell del mig, i la fibra és perpendicular a l'anell del mig. El fibrat vertical en aquest punt {\displaystyle V_{e}E} és l'espai tangencial a la fibra.
Un exemple simple d'unfibra suau és el producte cartesià de dues varietats. Consideri's el fibrat B1 := (M × N, pr1) amb projecció de fibrat pr1 : M × N → M : (x, y) → x. Aplicant la definició del paràgraf superior per trobar el fibrat vertical, consideri's primer un punt (m,n) en M × N. Llavors la imatge d'aquest punt sota pr1 és m. La preimatge de m sota aquesta mateixa pr1 és {m} × N, de tal manera que T(m,n) ({m} × N) = {m} × TN. El fibrat vertical és llavors VB1 = M × TN, que és un subfibrat de T(M ×N). Si es pren l'altra projecció pr2 : M × N → N : (x, y) → y per definir el fibrat B2 := (M × N, pr2) llavors el fibrat vertical serà VB2 = TM × N.
En tots dos casos, l'estructura producte dona una elecció natural de fibrat horitzontal i, per tant, d'una connexió d'Ehresmann: el fibrat horitzontal de B1 és el fibrat vertical de B2 i vice versa.

## Propietats
Diversos tensors i formes diferencials de la geometria diferencial tenen propietats específiques en els seus fibrats vertical i horitzontals, o fins i tot es poden definir en termes d'aquests espais. Alguns d'aquests són
- Un camp vectorial vertical és un camp vectorial que es troba en el fibrat vertical. És a dir, per cada punt e de E, es tria un vector {\displaystyle v_{e}\in V_{e}E} on {\displaystyle V_{e}E\subset T_{e}E=T_{e}(E_{\pi (e)})} és l'espai vectorial vertical en el punt e.[2]
- Es diu que una r-forma diferenciable {\displaystyle \alpha } en E és una forma horitzontal si {\displaystyle \alpha (v_{1},...,v_{r})=0} sempre que almenys un dels vectors {\displaystyle v_{1},...,v_{r}} és vertical.
- La forma de connexió es torna zero en el fibrat horitzontal, i és no-zero en el fibrat vertical. D'aquesta manera, es pot utilitzar la forma de connexió per definir el fibrat horitzontal: el fibrat horitzontal és el kernel de la forma de connexió.
- La forma de soldadura o u-forma tautològica es fa zero en el fibrat vertical i és no-zero en el fibrat horitzontal. Per definció, la forma de soldadura pren valors no-zero en el fibrat horitzontal.
- Pel cas del fibrat de marc, la forma torsió es fa zero en el fibrat, i es pot utilitzar per definir exactament la part que cal afegur a una connexió arbitrària per tornar-la en una connexió de Levi-Civita, és a dir fer que la connexió no tingui torsió. En efecte, si s'escriu θ per la forma de soldadura, quan el tensor de torsió Θ ve donat per Θ = D θ (amb D la derivada covariant exterior). Per qualsevol connexió ω, hi ha una única u-forma σ en TE, anomenada el tensor contorsió, que esdevé zero en el fibrat vertical, i que és tal que ω+σ és una altra connexió u-forma que és lliure de torsió. La u-forma resultanr ω+σ no és una altra que la connexió de Levi-Civita. Es pot considerar això com una definició: com que la torsió és donada per {\displaystyle \Theta =D\theta =d\theta +\omega \wedge \theta }, que la torsió sigui zero és equivalent a tenir {\displaystyle d\theta =-(\omega +\sigma )\wedge \theta }, i no és difícil demostrar que σ ha de ser zero en el fibrat vertical, i que σ ha de ser G-invariant en cada fibra. Noti's que aquest definició de la connexió de Levi-Civita no fa cap referència explícita a cap tensor mètric (tot i que es pot entendre el tensor mètric com un cas especial de la forma de soldadura, en establir una mpaa entre els fibrats tangent i cotangent de l'espai base, és a dir entre els subespais horitzontal i vectorial del fibrat de marc).
- En el cas en què E és un fibrat principal, llavors el camp vectorial fonamental ha de viure necessàriament en el fibrat vertical, i fer-se zero en qualsevol fibrat horitzontal.